# Robert Grèverie
Robert Grèverie, né le 18 juillet 1910 à Tourville-les-Ifs et mort le 15 décembre 1998 à Fécamp, est un médecin et homme politique français.

## Biographie
Il s'est présenté à la députation au titre de la 1ère législature dont les élections se sont tenues les 23 et 30 novembre 1958, dans la huitième circonscription de la Seine-Maritime, composée alors des cantons de : Yvetot, Bacqueville, Cany, Doudeville, Fauville, Fontaine-le-Dun, Ourville, Saint-Valery-en-Caux, Totes, Valmont, Yerville, et sous l'étiquette des Républicains indépendants. Son suppléant est Joseph Duclos, maire de Bourdainville et conseiller général.
En mars 1982, alors qu'il est conseiller général, il apparaît à la cérémonie de signature du protocole de décentralisation entre l’État, représenté par le préfet Pierre Bolotte et le conseil général de la Seine-Maritime, représenté par son président, Jean Lecanuet. Il y préside la commission des routes, des transports et des communications.

## Récompenses
- Croix de guerre 1939–1945
- Insigne des blessés militaires

## Hommage
Le nom du député est donné à une place publique de la commune de Valmont.